# Yağmur Uraz
Yağmur Uraz (Altındağ, 19 februari 1990) is een Turks voetbalspeelster, die uitkomt voor het Turks voetbalelftal.

## Interlands
Uraz speelt sinds 2006 voor het Turks voetbalelftal